# Jinan
Pour les articles homonymes, voir District de Jinan.
Jinan est la capitale de la province du Shandong, dans l'est de la Chine. Avec une population de 9,2 millions d'habitants, c'est l'une des plus grandes villes du Shandong par le nombre d'habitants. Le territoire de l'actuelle Jinan a joué un rôle important dans l'histoire de la région et est devenue un important centre administratif, économique et culturel. La ville a le statut de ville sous-provinciale depuis 1994,. Jinan est souvent appelée la "ville des sources" en raison de ses célèbres 72 sources karstiques.
Jinan est l'une des 35 principales villes au monde pour la recherche scientifique, selon le Nature Index en 2023,. La ville abrite plusieurs grandes universités, dont l'université du Shandong, l'université normale du Shandong, l'université de Jinan, l'université de technologie de Qilu, l'université de médecine traditionnelle chinoise du Shandong et l'université d'économie et de finance du Shandong. L'université du Shandong est notamment l'une des plus prestigieuses universités de Chine. Jinan est considérée comme une ville mondiale de second rang et est classée « Bêta- » lors du classement semestriel du GaWC en 2020.

## Géographie

### Situation
Jinan est situé au nord-ouest de la province de Shandong, à environ 400 km au sud de Pékin. Cette ville est connue pour ses centaines de sources.

### Transports
Le métro de Jinan est en construction depuis 2013. La ligne 1 a été inaugurée en avril 2019, et la ligne 3 en décembre de la même année. La ligne 2 quant à elle est attendue pour la fin 2020. La première phase du projet comportera trois lignes, et huit à terme.
L'Aéroport international de Jinan Yaoqiang est le seul aéroport de Jinan .

### Climat
Le climat de Jinan est un climat subtropical humide (Cwa selon la classification de Köppen), prenant en compte un isotherme de −3 °C, ou un climat continental humide (Dwa selon la classification de Köppen), en considérant un isotherme de 0 °C, avec quatre saisons bien définies. La ville est sèche et presque sans pluie au printemps, chaude et pluvieuse en été, fraîche en automne, et sèche et froide (avec peu de neige) en hiver. La température moyenne annuelle est de 14,70 °C, et les précipitations annuelles s'élèvent à 670 mm, avec un maximum estival prononcé et une forte variabilité d'une année à l'autre. Le mois de janvier est le plus froid et le plus sec, avec une température moyenne de −0,7 °C et 5 mm de pluie équivalente. Juillet est le mois le plus chaud et le plus humide, avec des valeurs correspondantes de 27,4 °C et 189 mm.
Le pourcentage mensuel d'ensoleillement possible varie de 44 % en juillet à 59 % en mai, la ville bénéficiant de 2 333 heures de soleil éclatant chaque année. En raison des montagnes au sud de la ville, les inversions de température sont courantes, se produisant environ 200 jours par an. Les précipitations, élevées selon les standards du nord de la Chine, associées à la topographie (montagnes entourant la ville sur trois côtés), conduisent à des conditions estivales particulièrement oppressantes, faisant de la ville un candidat pour le quatrième "four" des Trois Fournaises. Les extrêmes enregistrés depuis 1951 varient de −19,7 °C le 17 janvier 1953 à 42,5 °C le 24 juillet 1955,.
| Mois                     | jan.  | fév.  | mars  | avril | mai   | juin  | jui.  | août  | sep. | oct.  | nov.  | déc.  | année   |
| ------------------------ | ----- | ----- | ----- | ----- | ----- | ----- | ----- | ----- | ---- | ----- | ----- | ----- | ------- |
| Température moyenne (°C) | −0,7  | 2,9   | 9,1   | 15,7  | 21,5  | 26,2  | 27,4  | 25,8  | 21,6 | 15,5  | 7,9   | 1,1   | 14,5    |
| Record de froid (°C)     | −19,7 | −16,5 | −11,3 | −1,9  | 4,2   | 10,9  | 14    | 12,8  | 6,4  | 0     | −10,1 | −16   | −19,7   |
| Record de chaleur (°C)   | 20,2  | 25,7  | 30,2  | 36,3  | 39,7  | 41,2  | 42,5  | 40,7  | 38,5 | 33,7  | 26,5  | 19,4  | 42,5    |
| Ensoleillement (h)       | 152,6 | 155,2 | 209,9 | 234,9 | 259,6 | 233,1 | 195,7 | 198   | 187  | 188,9 | 162,6 | 155,2 | 2 332,7 |
| Précipitations (mm)      | 5     | 10,1  | 9,4   | 34,1  | 61,3  | 82,9  | 189   | 160,2 | 60,1 | 27,3  | 23,7  | 6,5   | 669,6   |

## Urbanisme

### Aménagements urbains en cours ou prévus

#### Cuizhai Hydrogen Park
Le Cuizhai Hydrogen Park est un projet majeur d'aménagement urbain à Jinan, développé par le studio Beta Realities. Ce projet, dont le plan directeur a été révélé en 2024, vise à transformer une ancienne zone industrielle en un quartier circulaire et un campus d'énergie verte, en adoptant des principes de construction circulaire et durable.
Le plan directeur s'inspire des propriétés de l'hydrogène comme source d'énergie, organisant le site en un réseau de rues concentriques avec des places publiques. Les bâtiments sont disposés pour créer des espaces verts et publics importants, favorisant une atmosphère dynamique.
Le design intègre une structure radiale centrée autour d'un point central, permettant une cohérence entre les zones de production et les espaces urbains. Le concept modulaire permet des extensions futures pour intégrer de nouvelles technologies.
L'accent est mis sur l'utilisation de matériaux naturels et écologiques, avec des espaces verts vastes pour le développement technologique et un environnement sain. Les espaces publics incluent des zones récréatives, des installations pour les visiteurs et des places d'événements flexibles, promouvant un mode de vie sain.

### Risques majeurs
Le territoire de la ville de Jinan est vulnérable à différents aléas naturels : géologiques (glissement de terrain, coulée de boue), météorologiques (vague de froid, sécheresse), inondations et séisme,,,,.
Jinan est aussi sujette à des aléas technologiques, qui incluent principalement les incendies et les accidents industriels,,.

#### Risques naturels
Certaines parties du territoire de Jinan sont susceptibles d’être affectées par des glissements de terrain, des coulées de boue et d'autres aléas géologiques. Les zones montagneuses sont particulièrement à risque, notamment pendant la période de juin à septembre. En 2019, le typhon Lekima a provoqué 27 catastrophes géologiques dans la région.
Les catastrophes météorologiques sont principalement liées à des périodes de sécheresse et des vagues de froid, causant des pertes importantes pour l'agriculture et l'économie locale. Jinan est également sujette à des inondations fréquentes. Entre 2010 et 2020, la ville a subi 36 épisodes de pluies torrentielles et d'inondations, le plus notable étant celui de 2007, affectant 330 000 personnes,.
Jinan est située entre deux grandes zones de failles actives, les failles de Tanlu et Liaokao, ce qui rend la région sujette à des séismes modérés à fréquents. En 2020, il y a eu 40 tremblements de terre enregistrés dans la ville, caractérisés par leur faible magnitude mais leur haute fréquence.

#### Risques technologiques
Jinan est également exposée à des aléas technologiques significatifs, incluant les incendies et les accidents industriels. La ville possède quatre parcs industriels chimiques et plus de 2 200 entreprises manipulant des produits chimiques dangereux, inflammables et explosifs, augmentant ainsi les risques d'incidents majeurs.
Le risque d'incendie est exacerbé par la concentration élevée d'entreprises de stockage logistique et de points inflammables et explosifs, notamment dans les zones urbaines de Jinan, Zhangqiu et Laiwu. Certaines de ces zones présentent également une grande couverture forestière, ce qui peut augmenter la gravité des incendies,,.

## Toponymie
Le nom contemporain de Jinan signifie littéralement "au sud du Ji" et fait référence à l'ancien fleuve Ji (濟水) qui coulait au nord de la ville jusqu'au milieu du XIXe siècle. Le fleuve Ji a disparu en 1852 lorsque le fleuve Jaune a modifié son cours vers le nord et a occupé son lit. La prononciation actuelle du caractère "Ji" avec le troisième ton (jǐ) a été établie à la fin des années 1970. Auparavant, il se prononçait avec le quatrième ton (jì). Les anciens textes occidentaux orthographient le nom sous les formes "Tsinan" (romanisation Wade-Giles) ou "Chi-nan".
Sous la dynastie Zhou (1045 av. J.-C. à 256 av. J.-C.), la ville de Lixia (chinois simplifié : 历下 ; chinois traditionnel : 歷下; pinyin : Lìxià) était la principale agglomération de la région. Le nom "Lixia" fait référence à la situation de Jinan au pied du mont Li, situé au sud de la ville. Aujourd'hui, Lixia est le nom de l'un des districts de la ville.
La bataille d'An, qui s'est déroulée dans la région pendant la période des Printemps et Automnes (en 589 av. J.-C.) entre les États de Qi et de Jin tire son nom de l'ancienne ville d'An (chinois : 鞍 ; pinyin : Ān) qui se trouvait à l'intérieur des limites de la ville actuelle de Jinan. Marco Polo donne une brève description de Jinan sous le nom de "Chingli" ou "Chinangli". Les textes des XIXe et début du XXe siècles mentionnent fréquemment la ville sous le nom de "Tsinan Fu", où le "Fu" supplémentaire (chinois : 府) provient du terme chinois ancien désignant une capitale provinciale (chinois : 省府).

## Histoire

### Histoire ancienne

#### Préhistoire et culture de Longshan
Le territoire de l'actuelle Jinan est habité depuis plus de 4 000 ans. La culture de Longshan, datant du Néolithique, a été découverte pour la première fois à Chengziya, à l'est de Jinan (district de Zhangqiu), en 1928. Un trait caractéristique de la culture de Longshan est la complexité des pièces de poterie fabriquées au tour. Les céramiques noires de Longshan sont particulièrement célèbres. La paroi de ces objets de prestige est mince « comme une coquille d’œuf », leur surface est polie et l'épaisseur des parois peut être inférieure à 1 millimètre,.

#### Époque des Printemps et Automnes et des Royaumes combattants
Pendant les périodes des Printemps et Automnes (722-481 av. J.-C.) et des Royaumes combattants (475-221 av. J.-C.), la région de Jinan était divisée entre l'État de Lu à l'ouest et l'État de Qi à l'est. En 685 av. J.-C., l'État de Qi a débuté la construction de la Grande muraille de Qi à travers le comté de Changping, dont certaines parties subsistent encore aujourd'hui et peuvent être visitées dans des musées en plein air.
La région est également connue pour avoir vu naître d'importants personnages de l'histoire intellectuelle chinoise, comme le médecin Bian Que (400-300 av. J.-C.) et le philosophe Zou Yan (305-240 av. J.-C.), considéré par Joseph Needham, sinologue britannique, comme le véritable fondateur de toute la pensée scientifique chinoise.

#### Dynastie Han
À l'époque de la dynastie Han (206 av. J.-C. - 220), Jinan était la capitale du royaume de Jibei (chinois : 濟北國) et est devenue un centre culturel et économique de la région. Entre les années 1995 et 1996, des fouilles ont révélé plus de 2000 artefacts du tombeau de Liu Kuan (刘宽 ; 劉寬 ; Liú Kuān), dernier roi du royaume de Jibei. Plus de 2000 artefacts tels que des épées de jade, des masques de jade et des oreillers de jade ont été retrouvés sur le site de fouilles de 1 500 m2, soulignant la prospérité de la région sous la dynastie Han.
Avant de devenir le dirigeant de facto de la dynastie Han, Cao Cao (155-220) fut un officier à Jinan.
En 220, son fils Cao Pi renversa le dernier empereur des Han pour fonder le Royaume de Wei (220 - 265), inaugurant ainsi la période des Trois Royaumes.

#### Épanouissement du bouddhisme
Dès le Ve siècle, le bouddhisme s'est épanoui à Jinan. Le temple Langgong (朗公寺 ; Lǎnggōng Sì), plus tard rebaptisé temple Shentong (神通寺 ; Shéntōng Sì), dans le comté méridional de Licheng devint l'un des temples les plus importants de la Chine du Nord à cette époque. D'autres sites bouddhistes furent également construits dans la région, notamment le Temple de Lingyan et la Falaise des Mille Bouddhas, avec de nombreux temples troglodytes dans les collines au sud de Jinan.

#### Culture durant la dynastie Song
Jinan est restée un centre culturel de la région pendant la dynastie Song (960 - 1279). Deux des poètes les plus importants des Song du Sud, Li Qingzhao (1084-1151) et Xin Qiji (1140-1207), sont nés à Jinan. Ces deux poètes ont vécu les guerres entre les dynasties Jin et Song et une série de défaites écrasantes de la dynastie Song aux mains des Jurchens qui ont pris le contrôle de près de la moitié des territoires Song et ont établi la dynastie Jin dans le nord de la Chine. Après la prise de contrôle de Jinan par la dynastie Jin, Li Qingzhao et Xin Qiji durent abandonner leurs maisons, ce qui influença profondément leurs œuvres.

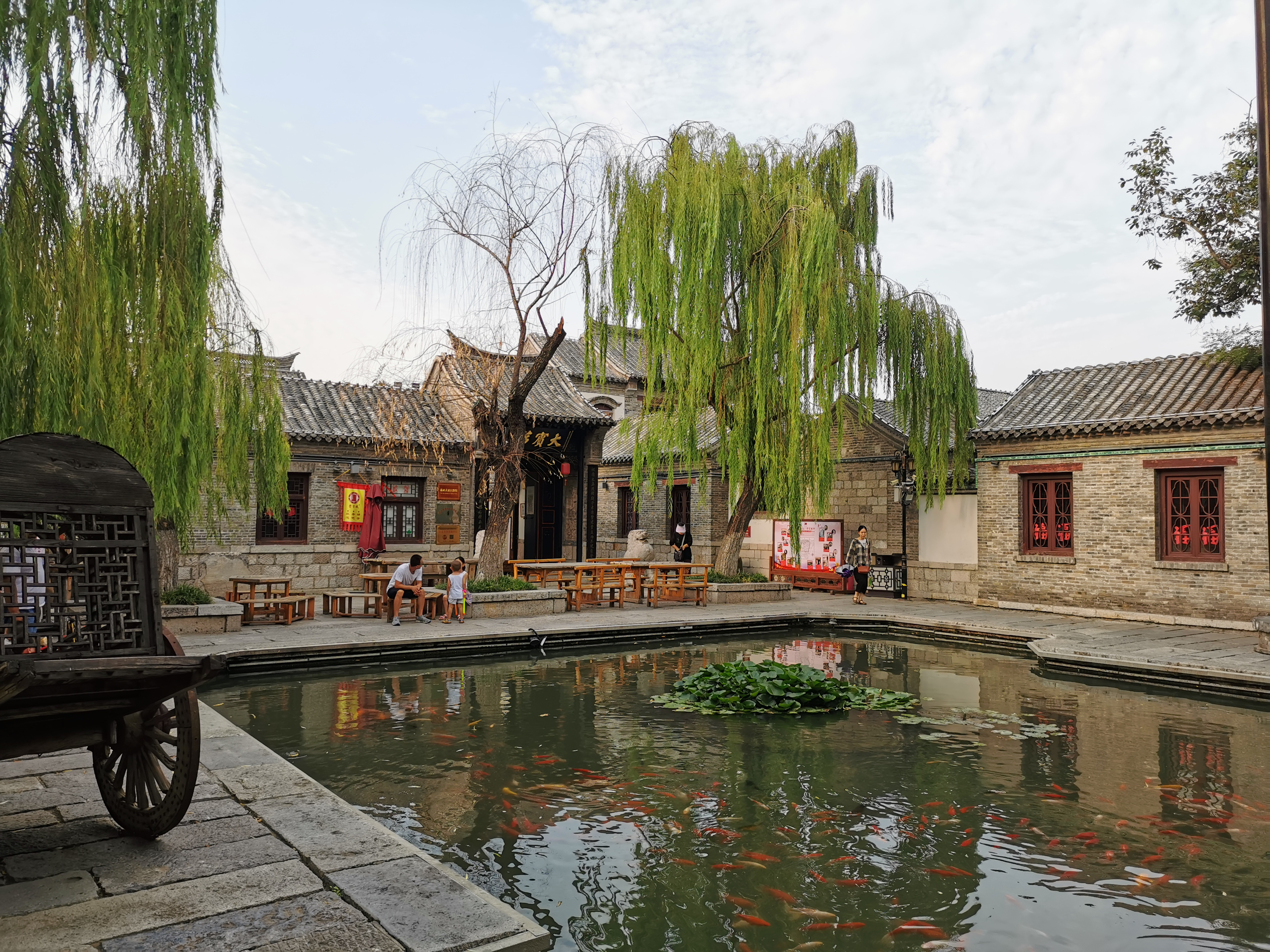
Vieille ville de Jinan

#### Rébellion contre la domination mongole
Pendant la guerre civile toluid qui a suivi la proclamation de Kubilaï Khan comme Khagan en 1260, Jinan a été au centre d'une rébellion du gouverneur de Yizhou, Li Tan, contre la domination mongole en 1262 de notre ère. La rébellion a été écrasée lors d'une bataille décisive qui s'est déroulée non loin de Jinan à la fin du mois de mars ou au début du mois d'avril 1262. Après avoir perdu 4 000 soldats de ses troupes dans une bataille décisive près de Jinan, Li Tan tenta de se retirer dans la ville pour résister, mais, après la défection de ses défenseurs, il essaya de se suicider en se noyant dans le lac Daming. Cependant, il est sauvé par les Mongols qui l'exécutèrent en le piétinant à mort avec leurs chevaux.

#### Dynasties Jin et Yuan
Malgré ces conflits violents, la culture de Jinan a continué à prospérer pendant les dynasties Jin (1115-1234) et Yuan (1271-1368) : Zhao Mengfu (1254-1322), l'un des artistes les plus renommés de la dynastie Yuan, a été nommé gouverneur de Jinan en 1293 et a passé trois ans dans la ville. Parmi les œuvres d'art qu'il a réalisées pendant son séjour à Jinan, la peinture la plus connue est "Couleurs d'automne sur les monts Qiao et Hua" (《鹊华秋色》). Le géographe Yu Qin (1284-1333) a également été fonctionnaire à Jinan et y a écrit son livre de géographie Qi Cheng.

### Époque contemporaine

#### Période Ming et campagne de Jingnan
Lorsque la province du Shandong fut établie sous la dynastie Ming, Jinan en devint la capitale. Jinan fut le théâtre d'un siège durant la campagne de Jingnan, où la ville fut défendue par les loyalistes de l'empereur Jianwen, sous la direction de Tie Xuan, contre l'armée du rebelle Zhu Di, prince de Yan.

#### Expansion et développement industriel
En 1852, le déplacement vers le nord du fleuve Jaune dans un nouveau lit proche de la ville entraîna une expansion moderne de Jinan. Ce nouveau cours du fleuve connecta la ville au Grand Canal et aux voies navigables régionales du nord du Shandong et du sud du Hebei.
L'influence allemande à Jinan grandit après que la dynastie Qing céda Qingdao à l'Empire allemand en 1897. Une concession allemande fut établie à l'ouest du centre historique de la ville, près de la gare ferroviaire de Jinan, construite par les Allemands. La ligne Jiaoji (Qingdao-Jinan), également construite par les Allemands, fut contestée localement, ce qui contribua à alimenter la révolte des Boxers (1899-1901).
Pendant la rébellion, les prêtres étrangers furent évacués de Jinan, tandis que les chrétiens chinois devinrent la cible de violences. La voie ferrée Jiaoji fut achevée en 1904, trois ans après la répression de la rébellion, ouvrant ainsi la ville au commerce extérieur.
L'importance de Jinan comme hub de transport fut renforcée par l'achèvement du chemin de fer Jinpu (Tianjin-Pukou) en 1912. Jinan devint alors un centre majeur d'échanges commerciaux, notamment pour des produits agricoles tels que le coton, le grain, les arachides et le tabac. En parallèle, la ville se développa en un centre industriel important, devenant la deuxième ville en importance derrière Qingdao dans la province.

### Période républicaine
En 1919, à la suite de la Première Guerre mondiale, le Japon prit le contrôle de la sphère d'influence allemande dans la province du Shandong, incluant la gestion de la ligne ferroviaire Jiaoji, et établit une influence significative à Jinan. Selon les estimations d’un fonctionnaire japonais de l’époque, environ 2 000 ressortissants japonais résidaient à Jinan en 1931, dont près de la moitié étaient impliqués dans le commerce de l’opium. Ce commerce, pour lequel les autorités japonaises détenaient un monopole officieux, était exploité en coopération avec des commerçants chinois.
Durant l’ère des seigneurs de la guerre de la République de Chine, Zhang Zongchang, surnommé le « général Chair de chien », gouverna le Shandong depuis Jinan entre avril 1925 et mai 1928. Son administration était fortement impopulaire en raison de sa politique autoritaire et, en particulier, de sa fiscalité très lourde. Outre cette pression fiscale, Zhang tirait également d’importantes ressources financières du commerce de l’opium pour financer ses campagnes militaires successives. Il avait même projeté de consacrer une partie de cette richesse à la construction d’un sanctuaire à sa gloire ainsi qu’à l’érection d’une grande statue en bronze à son effigie sur les rives du lac Daming, mais ces projets furent abandonnés avec la fin de son pouvoir.

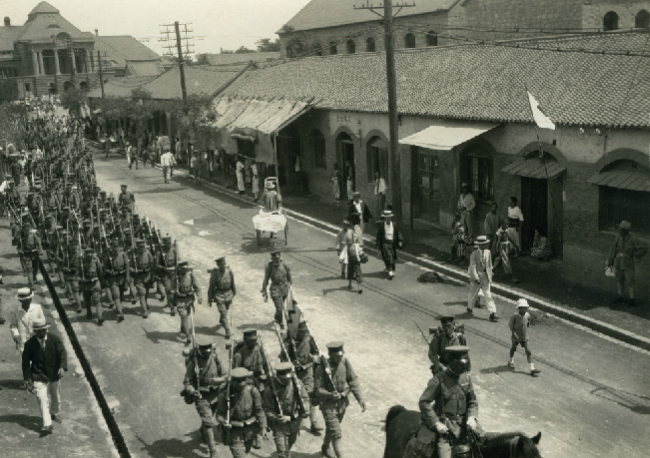
Des soldats japonais marchant sur Jinan lors de l’incident de Jinan

Au printemps 1928, l’expédition du Nord menée par le Kuomintang atteignit Jinan. Le 3 mai 1928, des affrontements éclatèrent entre les troupes japonaises stationnées dans la ville et les forces du Kuomintang (incident de Jinan). Cai Gongshi, un émissaire du Kuomintang envoyé pour négocier, ainsi que seize membres de sa délégation, furent capturés et exécutés par les Japonais dans des conditions particulièrement atroces. Sur ordre des officiers japonais, Cai fut mutilé — le nez et les oreilles tranchés, les yeux et la langue arrachés. Les seize autres membres de l’équipe de négociation furent également déshabillés, fouettés, traînés dans une cour arrière, puis abattus à la mitrailleuse le même jour.
À la suite de cet incident, le Japon dépêcha des renforts dans le Shandong. Le 11 mai, les troupes japonaises repoussèrent les forces chinoises, infligeant plusieurs milliers de pertes militaires et causant la mort de plus de 2 000 civils chinois. Jinan resta occupée par l’armée japonaise pendant plus de six mois, jusqu’au retrait de leurs troupes vers leur garnison de Qingdao, le 28 mars 1929. Dans un discours adressé à des cadets de l’armée chinoise, Chiang Kai-shek les exhorta à canaliser leur énergie pour laver l’humiliation subie à Jinan, tout en leur enjoignant de dissimuler leur ressentiment jusqu’au moment opportun. Le gouvernement du Kuomintang décréta par la suite que le 3 mai serait commémoré comme une « Journée nationale du souvenir de l'humiliation ».
Pendant la décennie de Nankin de la République de Chine, Han Fuju, un commandant militaire issu de l’ère des seigneurs de la guerre et rallié au Kuomintang, fut récompensé de sa loyauté par la nomination au poste de gouverneur militaire de la province du Shandong. Cette promotion faisait suite à son engagement contre les troupes rebelles de Yan Xishan et de son ancien supérieur Feng Yuxiang, lors de la guerre des Plaines centrales en 1930. Han établit son quartier général à Jinan, la capitale provinciale, et est généralement crédité d’avoir réduit la criminalité, notamment le banditisme et le trafic de stupéfiants, apportant ainsi un certain degré de stabilité et de prospérité à la ville.
À partir de 1935, Han Fuju fut soumis à d’importantes pressions de la part du consul japonais à Jinan, qui le poussait à proclamer l’indépendance du Shandong et à aligner la province sur le Japon.
Avec le déclenchement de la seconde guerre sino-japonaise, les troupes d’invasion japonaises franchirent le fleuve Jaune à environ 60 km au nord-est de Jinan, le 23 décembre 1937. Le lendemain, en dépit des ordres formels lui enjoignant de défendre la ville jusqu’à la mort, Han Fuju abandonna Jinan. Il ordonna l’incendie des bureaux du gouvernement provincial ainsi que du consulat japonais. Le vide de pouvoir qui en résulta entraîna d’importants actes de pillage dans la ville. Le 27 décembre 1937, des unités de la 10e division de l’Armée de la zone du Mandchoukouo firent leur entrée à Jinan.
Pour avoir désobéi aux ordres de ses supérieurs et s’être replié de manière unilatérale, Han Fuju fut arrêté, puis exécuté sur ordre du chef d’état-major de Chiang Kai-shek, le général Hu Zongnan,.

## Population et société

### Démographie
Selon le septième recensement national de 2020, la population résidente de la ville de Jinan s'élève à 9 202 432 habitants. Par rapport au sixième recensement national de 2010, qui dénombrait 8 112 513 habitants, la population a augmenté de 1 089 919 personnes en dix ans, soit une croissance de 13,44 %, avec un taux de croissance annuel moyen de 1,27 %. La population masculine est de 4 612 797 personnes, représentant 50,13 % de la population totale, tandis que la population féminine s'élève à 4 589 635 personnes, soit 49,87 % de la population totale. Le rapport de masculinité (nombre d'hommes pour 100 femmes) est de 100,5.
La répartition par tranches d'âge est la suivante :
- Population de 0 à 14 ans : 1 512 643 personnes (16,44 % de la population totale)
- Population de 15 à 59 ans : 5 852 677 personnes (63,6 % de la population totale)
- Population de 60 ans et plus : 1 837 112 personnes (19,96 % de la population totale), dont 1 294 977 personnes de 65 ans et plus (14,07 % de la population totale).

En ce qui concerne la répartition géographique, 6 760 007 personnes résident en milieu urbain, soit 73,46 % de la population totale, tandis que 2 442 425 personnes vivent en milieu rural, représentant 26,54 % de la population totale.
Au début de l'année 2022, la population résidente de Jinan était de 9 336 000 personnes, soit une augmentation de 1,0 % par rapport à la fin de l'année précédente. Parmi celles-ci, 6 928 000 personnes vivaient en zone urbaine, représentant 74,2 % de la population totale, soit une augmentation de 0,75 point de pourcentage par rapport à l'année précédente. La population enregistrée (ou population de registres) était de 8 166 000 personnes, avec une croissance de 1,2 %.

### Ethnicité
Parmi la population résidente de la ville, 9 055 707 personnes appartiennent à l'ethnie Han, représentant 98,41 % de la population totale, et 146 725 personnes appartiennent à diverses minorités ethniques, soit 1,59 % de la population totale. Comparé au recensement de 2010, la population Han a augmenté de 1 074 362 personnes, soit une croissance de 13,46 %, avec une légère augmentation de 0,02 % de leur proportion dans la population totale. La population des minorités ethniques a augmenté de 15 557 personnes, soit une croissance de 11,86 %, mais leur proportion dans la population totale a diminué de 0,02 %.

### Santé

#### Pollution de l'air
Une étude réalisée entre 2014 et 2016 à Jinan, en Chine, a examiné l'influence de l'exposition à des niveaux élevés de pollution de l'air sur la santé respiratoire d'enfants en âge scolaire. Cette recherche a impliqué 2 532 élèves de deux écoles primaires, l'une située dans un environnement à forte pollution, près d'installations industrielles, et l'autre dans une zone à faible pollution, entourée d'espaces verts.
Les niveaux de polluants ambiants, tels que les particules PM2.5 et PM10, le dioxyde d'azote (NO2), le dioxyde de soufre (SO2), le monoxyde de carbone (CO) et l'ozone (O3), étaient significativement plus élevés dans l'école à forte pollution. Par exemple, les concentrations annuelles moyennes de PM2.5 variaient entre 90,0 et 107,7 µg/m³ dans le site le plus pollué, contre 66,8 à 79,1 µg/m³ dans le site à faible pollution. Les résultats ont indiqué une association entre une exposition prolongée à des niveaux élevés de pollution et une prévalence accrue de maladies respiratoires, en particulier la rhinite allergique, ainsi qu'une détérioration des fonctions pulmonaires chez les enfants.

### Culte

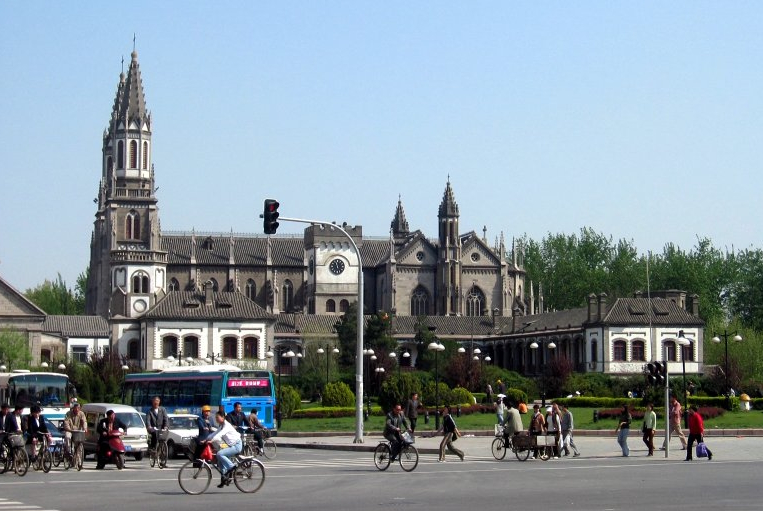
Vue de la cathédrale du Sacré-Cœur de Jinan.

Jinan est le siège catholique métropolitain de l'archidiocèse de Jinan et abrite une mosquée datant de la dynastie Yuan

## Économie

### Histoire commerciale et industrielle de Jinan
À l'époque des dynasties Ming et Qing, le quartier de Xiguan à Jinan abritait déjà de nombreux commerces. Dès la fin de la dynastie Qing, Jinan a vu naître les prémices du capitalisme. En 1904, le gouverneur du Shandong, en collaboration avec le gouverneur de Zhili de l'époque, Yuan Shikai, a demandé à la cour impériale Qing d'ouvrir un port de commerce à Jinan, autorisant ainsi les commerçants étrangers et chinois à louer des terrains pour le commerce dans une zone définie. Depuis l'ouverture du port, le commerce et l'industrie de Jinan ont connu un développement rapide, faisant progressivement de la ville un important centre commercial. Au début du XXe siècle, la construction des chemins de fer Qingdao-Jinan et Tianjin-Pukou par les Allemands a davantage stimulé la prospérité de Jinan.
Pendant la guerre civile chinoise en 1948, en raison des conflits, les zones commerciales de Jinan ont progressivement décliné, de nombreux commerçants ont fait faillite et l'économie s'est contractée. Ces dernières années, Jinan s'est engagée dans une réhabilitation à grande échelle de ses quartiers commerciaux historiques, avec certaines restrictions sur la planification et le développement.

### Développement économique de Jinan
Jinan occupe de longue date la troisième place parmi les villes de la province du Shandong en termes de produit intérieur brut (PIB). Toutefois, en 2019, à la suite de la fusion administrative avec la ville de Laiwu, Jinan a dépassé Yantai pour devenir la deuxième économie provinciale.
Selon les données des annuaires statistiques du Bureau national des statistiques de Chine, le PIB de la ville en 2007 s’élevait à 256,3 milliards de yuans. La répartition sectorielle se composait alors de 5,9 % pour le secteur primaire, 45,2 % pour le secteur secondaire, et 48,9 % pour le secteur tertiaire.
En 2008, le PIB de Jinan atteignait 301,7 milliards de yuans, ce qui la classait au sixième rang parmi les capitales provinciales chinoises, derrière Canton (8 215 milliards), Hangzhou (4 781), Wuhan (3 960), Chengdu (3 901) et Nankin (3 775).
En 2009, le PIB de la ville s’élevait à 335 milliards de yuans, marquant une croissance annuelle de 11,3 %. Jinan occupait alors la 21e place à l’échelle nationale et la 7e parmi les capitales provinciales, devancée par Shanghai (14 900,9), Pékin (11 865,9), Canton (9 112,7), Tianjin (7 500,8), Chongqing (6 528,7 ; zone urbaine principale : 5 697,4), Hangzhou (5 088), Wuhan (4 560), Chengdu (4 502,6), Shenyang (4 359), Nankin (4 230,2) et Changsha (3 745), mais dépassant Zhengzhou (3 300).
En 2011, le PIB de Jinan atteignait 440,63 milliards de yuans, soit une hausse de 10,6 % par rapport à l’année précédente. Le PIB par habitant, calculé sur la base de la population résidente permanente, était de 64 331 yuans (environ 9 960 USD), en hausse de 8,9 %.
En 2016, le PIB de la ville s’élevait à 653,61 milliards de yuans, enregistrant une croissance annuelle de 7,8 %. Le PIB par habitant atteignait 90 999 yuans, en progression de 6,5 % par rapport à l’année précédente, soit l’équivalent de 13 700 USD au taux de change moyen annuel.
En 2022, le PIB de Jinan était de 1 202,75 milliards de yuans, en hausse de 3,1 % en termes réels. La valeur ajoutée du secteur primaire était de 42,05 milliards de yuans (+3,1 %), celle du secteur secondaire de 418,02 milliards (+3,2 %), et celle du secteur tertiaire de 742,67 milliards (+3,0 %). La structure économique se répartissait ainsi : 3,5 % pour le secteur primaire, 34,8 % pour le secondaire, et 61,7 % pour le tertiaire.
En 2024, le PIB de Jinan a atteint 1 352,76 milliards de yuans, en croissance de 5,4 % par rapport à l’année précédente (en prix constants). Le secteur primaire a généré une valeur ajoutée de 44,0 milliards de yuans (+3,6 %), le secteur secondaire de 451,92 milliards (+5,8 %), et le secteur tertiaire de 856,84 milliards (+5,2 %). La répartition sectorielle était de 3,3 % pour le primaire, 33,4 % pour le secondaire, et 63,3 % pour le tertiaire.

## Jumelages
- Sacramento (États-Unis) depuis 1985
- Port Moresby (Papouasie-Nouvelle-Guinée) depuis 1988
- Rennes (France) depuis 2002
- Augsbourg (Allemagne) depuis 2004

## Subdivisions administratives
La ville sous-provinciale de Jinan exerce sa juridiction sur dix subdivisions - six districts, une ville-district et trois xian :
- Le district de Shizhong - 市中区 Shìzhōng Qū[Note 3] ;
- Le district de Lixia - 历下区 Lìxià Qū ;
- Le district de Tianqiao - 天桥区 Tiānqiáo Qū ;
- Le district de Huaiyin - 槐荫区 Huáiyīn Qū ;
- Le district de Licheng - 历城区 Lìchéng Qū ;
- Le district de Changqing - 长清区 Chángqīng Qū ;
- Le district de Zhangqiu - 章丘区 Zhāngqiū Qū ;
- Le district de Jiyang - 济阳区 Jǐyáng Qū ;
- Le district de Laiwu - 莱芜区 Láiwú Qū ;
- Le district de Gangcheng - 钢城区 Gāngchéng Qū ;
- Le xian de Pingyin - 平阴县 Píngyīn Xiàn ;
- Le xian de Shanghe - 商河县 Shānghé Xiàn.

## Lieux et monuments

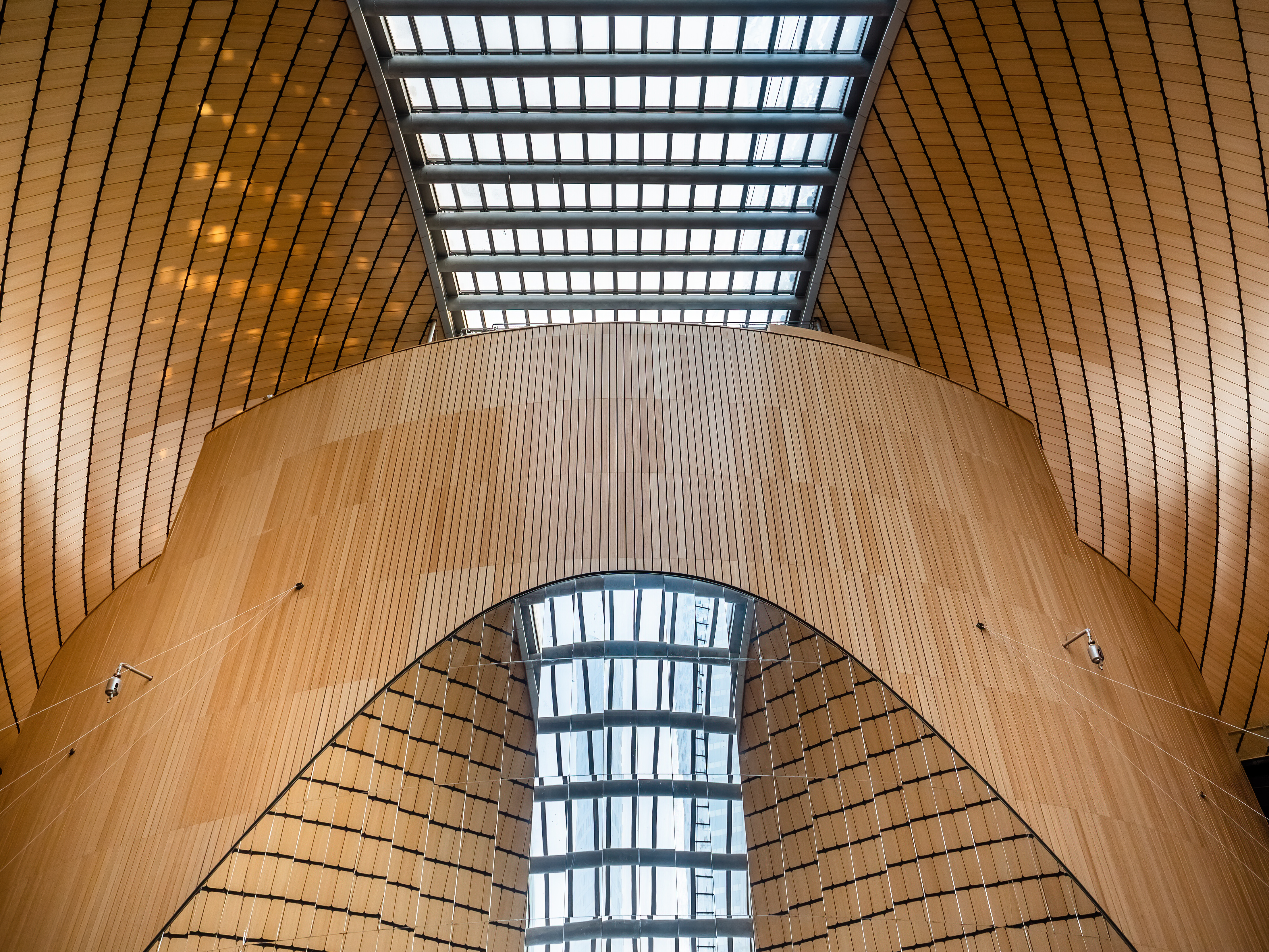
Au plafond du grand théâtre de Jinan.

- Musée de Shandong, l'un des plus grands musées de Chine.

## Personnalités liées
- Hong Junsheng (1907-1996) ;
- Xiangyang Sun (né en 1956), peintre chinois y est né ;
- Chen Jin (1964-), actrice chinoise ;
- Hu Bo (1988-2017), écrivain et cinéaste.